# Серпуха зюзниколистная
Серпу́ха зюзниколистная (также Серпуха разнолистная, Клазея зюзниколистная) (лат. Serratula lycopifolia (Vill.) A. Kern., лат. Klasea lycopifolia (Vill.) Á. Löve & D. Löve) — вид двудольных растений рода Серпуха (Serratula) семейства Астровые (Asteraceae).
Растение занесено в Красную книгу Московской и Рязанской областей, охраняются в заказнике в Серебряно-Прудском районе.